# Murrossaari
Murrossaari är en ö i Finland. Den ligger i sjön Juurusvesi och Akonvesi och i kommunen Siilinjärvi i den ekonomiska regionen  Kuopio ekonomiska region  och landskapet Norra Savolax, i den centrala delen av landet, 300 km norr om huvudstaden Helsingfors. Öns area är 0,1 hektar och dess största längd är 70 meter i sydöst-nordvästlig riktning.